# Sepak takraw
Sepak takraw er en sportsgren der stammer fra Malayahalvøen. Sporten minder om volleyball, men adskiller sig ved at der spilles med en lille bold lavet af rotting, og kun tillader spillerne at bruge deres fødder, knæ, brystet og hoved for at røre bolden.
Det spilles på en bane af samme størrelse som en double-badmintonbane, 6.1 meter i bredden og 13.4 i længden med et net i midten. Nettets højde er på 1.52 meter for mænd, og ti centimeter lavere når kvinder spiller. Der er tre spillere på hvert hold, og der spilles til 21 point i bedst af fem sæt.
Sepak takraw er særlig populær i Malaysia, Indonesien, Thailand, Singapore, Myanmar, Vietnam, Cambodja, Laos og Filippinerne.